# 小行星2708
小行星2708（2708 Burns）是一颗绕太阳运转的小行星，为主小行星带小行星。该小行星于1981年11月24日发现。
該小行星以美國天文學家約瑟夫·A·伯恩斯命名。

## 轨道参数
小行星2708的轨道半长轴为3.0852177 UA，离心率为0.173。